# Рапас, Нуми
Ну́ми Рапа́с (швед. Noomi Rapace, урождённая Хильда Нуми Норен (Hilda Noomi Norén); род. 28 декабря 1979, Худиксвалль, Евлеборг, Швеция) — шведская актриса.
Рапас дебютировала в кино в возрасте семи лет, приняв участие в массовых сценах в шведско-исландском фильме «Тень ворона». Мировая известность пришла к актрисе после роли Лисбет Саландер в шведском триллере «Девушка с татуировкой дракона» и двух его продолжениях — «Девушка, которая играла с огнём» и «Девушка, которая взрывала воздушные замки». За роль Лисбет она получила престижную шведскую награду «Золотой жук».
В 2011 году Рапас дебютировала в Голливуде, сыграв одну из главных ролей в детективе «Шерлок Холмс: Игра теней» вместе с Робертом Дауни-младшим и Джудом Лоу. В следующем году вышел фантастический фильм Ридли Скотта «Прометей», где Рапас сыграла главную роль — археолога Элизабет Шоу.

## Детство и образование
Хильда Нуми Норен родилась 28 декабря 1979 года в небольшом шведском городе Худиксвалль, расположенном на побережье Ботнического залива примерно в 250 км к северу от Стокгольма.
Её родители — шведская актриса Нина Норен (швед. Nina Norén, урождённая Kristina Norén, род. 1954) и испанский (цыганского происхождения) певец и исполнитель фламенко Рохелио Дуран (исп. Rogelio Durán, 1953—2006). Её отец был родом из испанского города Бадахос и выступал под псевдонимом Rogelio de Badajoz (Рохелио де Бадахос).
Когда Нуми было два года, Нина Норен познакомилась с исландским коннозаводчиком Храфнкелем Карлссоном (исл. Hrafnkell Karlsson). Спустя три года они втроём уехали в деревню Флудир, находящуюся на юге Исландии. Здесь девочка в совершенстве овладела исландским языком. В семилетнем возрасте она дебютировала в кино, приняв участие вместе с матерью и отчимом в массовке шведско-исландской исторической драмы Храбна Гюднлёйгссона «Тень ворона» (1988). Ей настолько нравилось на съёмках, что она не хотела идти домой: «Помню, я чувствовала: „Моё место здесь“. С того момента я поняла, что хочу стать актрисой». Про свою жизнь в Исландии Нуми вспоминала, что она выросла на природе, никогда не сидела дома, вечно играла с лошадьми, что-то строила и создавала.
Спустя два года после съёмок в «Тени ворона» семья Рапас вернулась в Швецию и поселилась на юге страны. Мать с отчимом отдали её в штайнеровскую (вальдорфскую) школу (такие школы работают по принципу «неопережения» развития ребёнка и предоставления возможностей для его развития в собственном темпе). По воспоминаниям самой Рапас, они не решились отдать её в обычную школу, поскольку она была «слишком дикой», в штайнеровской же школе учащимся предоставлялось намного больше свободы. Рапас считает, что для неё, творческой и свободолюбивой натуры, это было хорошо, однако признаётся, что в школе почти не училась. «У меня не было ни одной книги. Пока я не стала достаточно взрослой, я не могла ни читать, ни писать. Я не учила никаких языков», — вспоминает она. В другом интервью Рапас сообщила, что нормально читать и писать начала только в 14—15 лет.
Когда ей было 14 лет, она вообще перестала ходить в школу. Увлеклась музыкой, осветлила волосы, стала много пить, общалась с людьми намного старше себя, которые «уже многие годы пили и употребляли наркотики». «Я занималась исследованиями и экспериментами», — объясняет она. Переломным моментом, по её воспоминаниями, стала поездка с этими знакомыми в Данию на музыкальный фестиваль в Роскилле (ей в то время было 15): «Я была там четыре или пять дней — но ничего не помню. Я пропустила все группы, на которые хотела посмотреть, и лишилась всех денег и вещей». Из Роскилле её забрал отчим, которому она позвонила «за счёт вызываемого абонента».
Вскоре после этого (ей всё ещё было 15) она решила уехать в Стокгольм, чтобы поступить там в театральную школу. Семья поддержала Рапас, и вскоре отчим отвёз её туда. Стокгольм находился очень далеко от их дома, и Нуми, поступив в театральную школу, начала снимать комнату, где жила и занималась учёбой. «Вот тогда я и поняла, что была… будто умственно отсталой, потому что все остальные в школе знали вещи, о которых я понятия не имела. Я не знала, как обращаться с компьютером. Моё правописание было просто ужасным. Поэтому когда остальные ходили на вечеринки, я была совершенно трезва и училась».
В Швеции Рапас всегда чувствовала себя аутсайдером: в интервью журналу Elle она сказала, что не похожа на шведов. Актриса говорит, что с её характером трудно ужиться в обществе скрытных и спокойных людей, какими она их считает. Она была панк-рокером, постоянно перекрашивала волосы, делала пирсинг и хотела только «пить и быть пьяной». После окончания театральной школы девушка стала появляться в телесериалах, параллельно играя в местных театрах.

## Карьера

### Первые роли и съёмки на телевидении
В начале своей карьеры Норен играла в шведских телепроектах и короткометражных фильмах, а также была занята в театре. В 1996 году она дебютировала на телевидении в мыльной опере «Три короны» в роли Люсинды Гонсалес. Спустя год она появилась в эпизодической роли в драме «Правда или смелость», которая стала обладателем двух призов Берлинского кинофестиваля 1997 года. Затем на некоторое время Норен перестала сниматься. В 2001 году она продолжила развивать кинокарьеру — уже под псевдонимом Нуми Рапас. Этот псевдоним актриса придумала вместе со своим мужем, актёром Ола Рапасом, настоящее имя которого — Пер Ола Норелль. Слово «rapace» с французского и итальянского переводится как «хищная птица». Нуми призналась, что, несмотря на сильную любовь к матери и сестре, всегда ненавидела свою фамилию и сменила её из-за веры в силу имени.
В 2003 году вышла шведская драма «Капричоза», где актриса сыграла девушку Эльвиру. Кроме того, в том же году Рапас выступала в Стокгольмском городском театре и Королевском драматическом театре. В 2005 году Нуми появилась в эпизодической роли Вероники в фильме «Братья по крови».

### 2007—2010: Международное признание
В 2007 году Рапас сыграла свою первую главную роль — молодую шведскую актрису Анну в датской социальной драме «Дэйзи Бриллиант», которая была раскритикована за жестокое обращение с грудным ребёнком в ходе съёмок. За этот фильм Нуми получила свои первые награды: главную датскую премию «Бодиль» и награду на датском кинофестивале «Роберт» — обе в номинации «Лучшая женская роль».
В 2009 году в прокат вышли три фильма, основанных на трилогии «Миллениум» Стига Ларссона — «Девушка с татуировкой дракона», «Девушка, которая играла с огнём» и «Девушка, которая взрывала воздушные замки». Именно эти три фильма принесли Нуми Рапас известность. Она сыграла в них главную женскую роль — асоциального хакера Лисбет Саландер, которая обладает талантом к расследованиям и поиску информации. С литературным первоисточником Рапас ознакомилась ещё за два года до прохождения кастинга на роль, и, по её словам, книга ей понравилась. Актриса вспоминала, что не особо надеялась на то, что её утвердят в роли Лисбет, поскольку считала, что выглядит для этой роли слишком женственно, однако ей удалось своей игрой в пробных сценах произвести впечатление на Нильса Оплева, режиссёра фильма. Чтобы убедительно выглядеть в роли бледной анорексичной девушки, Нуми пришлось сесть на строгую диету: «Никакого хлеба, пасты, картошки, никаких конфет и алкоголя», — рассказала она о подготовке к роли в интервью газете The Daily Telegraph. — «Только протеин и овощи». Рапас упорно готовилась к роли на протяжении семи месяцев до начала съёмок. Актриса также добавила, что чувствовала, будто «одолжила Лисбет свою жизнь и душу на полтора года» и что её героиня жила в ней. За работу над Лисбет Нуми удостоилась похвал от критиков — например, Стивен Риа с сайта The Inquirer в рецензии на фильм писал:

«Для Нуми Рапас это дебют, означающий старт отличной карьеры, и её превращение в юную, но злую мисс Саландер, жертву сексуального насилия и жестокости, необычная выносливость и ум которой прячется в небольшом теле, покрытом татуировками и пирсингом, — невероятно».Оригинальный текст (англ.)"Noomi Rapace makes the kind of star debut that signals a significant career, and her transformation into the young, angry Ms. Salander - a victim of sexual abuse and institutional cruelty whose extraordinary resilience and IQ are hidden in a slight, sinewy frame covered in body piercings and tattoos - is remarkable."
Актриса за роль Лисбет в том же году была номинирована на Премию Европейской киноакадемии как лучшая актриса, но статуэтку выиграла Кейт Уинслет. Позже Рапас за эту роль также была номинирована на премии BAFTA в номинации «Лучшая женская роль» и «Сатурн» как лучшая киноактриса года, но на обеих церемониях её обошла Натали Портман.
Небольшую роль Агнесс, матери Саландер, в «Девушке с татуировкой дракона» исполнила Нина Норен, мать Рапас.
В 2010 году вышел мини-сериал «Миллениум», основанный на той же трилогии. Он победил на церемонии вручения телевизионных наград «Kristallen» в Швеции, а также выиграл «Международную премию „Эмми“» в номинации «Лучший телефильм или мини-сериал». Прошлогодняя роль в фильме «Девушка с татуировкой дракона» принесла Нуми в 2010 году несколько наград, среди которых — «Спутник» и «Золотой жук».
В том же 2010 году на экраны вышла шведская драма Перниллы Аугуст «По ту сторону», где Рапас сыграла главную роль — девушку Лину из проблемной семьи, которая узнаёт о том, что её мать находится при смерти. Фильм был представлен на 67-м Венецианском кинофестивале, где выиграл два приза. Зимой 2010 года крупнейшим шведским таблоидом Dagens Nyheter Рапас была присуждена премия в области культуры. В декабре газета The New York Times пригласила Нуми для съёмки серии чёрно-белых видеороликов «14 актёров в действии», посвящённой классическим образам в кино.

### 2011—2012: Начало работы в Голливуде и первые англоязычные проекты
2011-й стал переломным в карьере Рапас: состоялся её дебют в Голливуде в детективном боевике Гая Ричи «Шерлок Холмс: Игра теней». Она сыграла одну из главных ролей в фильме вместе с Робертом Дауни-младшим (Шерлок Холмс) и Джудом Лоу (Ватсон) — французскую цыганку Симзу. Рапас впервые сыграла в крупнобюджетной ленте, кроме того — это была её первая англоязычная роль. Актриса сказала в интервью, что осваивать язык ей было непросто.

«Это был сущий кошмар, потому что я не могла изъясняться. Мой английский был настолько плох, что я постоянно смущалась.»
Оригинальный текст (англ.)"It was a nightmare, because I couldn’t express myself. My English was so bad I was embarrassed."
«Шерлок Холмс: Игра теней» стал одним из лидеров кинопроката 2011 года и собрал высокие отзывы кинокритиков, а саму актрису за эту роль в 2012 году впервые номинировали на американскую молодёжную премию Teen Choice Awards в категории «Выбор: лучшая актриса боевика». Правда, ни одна из двух премий (вторую номинацию в том же году она получила за роль в «Прометее») Нуми не досталась: лучшей актрисой боевика выбрали Зои Салдану.
В 2011-м актрису номинировали за роль Лисбет в «Девушке с татуировкой дракона» ещё на шесть различных наград, в числе которых были «Империя», «Сатурн» и BAFTA, а за ту же роль в «Миллениуме» — на «Эмми», все в категории «Лучшая женская роль». Из этих премий она выиграла только «Империю», которая вручается британским киножурналом Empire. Ещё Рапас второй раз номинировалась на «Золотого жука» в категории «Лучшая актриса» за работу в драме «По ту сторону», но награда досталась Алисии Викандер.
2012 год стал продолжением работы Рапас в Голливуде. Она появилась в двух фильмах: драматическом триллере Брайана Де Пальмы «Страсть» и крупнобюджетном блокбастере Ридли Скотта «Прометей». В обоих фильмах она сыграла главную роль.
В «Прометее» Рапас перевоплотилась в археолога Элизабет Шоу. Кроме неё на эту роль претендовали Эбби Корниш, Кэри Маллиган, Джемма Артертон и Натали Портман (она была фаворитом сценариста фильма, Деймона Линделофа). Рапас решила не делать Шоу похожей на Эллен Рипли — главную героиню квадрологии «Чужой», приквелом к которой является «Прометей». Она описала Шоу как верующего учёного, похожего по внутренней силе на Сигурни Уивер в квадрологии, Линду Хэмилтон в «Терминаторе», Джину Дэвис и Сьюзан Сарандон в роуд-муви «Тельма и Луиза». В процессе подготовки к фильму актриса полностью продумала историю своего персонажа, чтобы лучше вжиться в роль. Нуми с восторгом описывала свой опыт работы в проекте: она назвала Ридли Скотта «одним из своих героев» и сказала, что даже несмотря на то, что иногда испытывала боль от перенапряжения во время съёмок, всё равно это было «абсолютно потрясающе».
«Прометей» стал одним из кассовых хитов года, а Рапас за роль в нём снова получила номинацию на Teen Choice Awards, но награда досталась певице Рианне. Следующим англоязычным фильмом с Нуми стала драма «Страсть», где она сыграла главную роль с Рейчел Макадамс. Это их вторая совместная работа: Макадамс исполняла роль Ирэн Адлер в фильме «Шерлок Холмс: Игра теней». Премьера «Страсти» состоялась на 69-м Венецианском кинофестивале, где фильм боролся за главный приз — «Золотого льва». В том же году Нуми появилась в клипе легендарной группы The Rolling Stones на песню «Doom and Gloom», а The New York Times во второй раз пригласила её к сотрудничеству. На этот раз издание предложило Нуми принять участие в оригинальной фотосессии под водой. Их целью было создание «потустороннего» образа, который должен был соответствовать Элизабет Шоу из «Прометея» (тогда фильм ещё не стартовал в прокате). Съёмочная группа осталась довольна сотрудничеством и шутила, что у актрисы «объём лёгких, как у русалки».

### С 2013
8 марта 2013 года в США состоялась премьера криминального триллера Нильса Ардена Оплева «Одним меньше», где Нуми появилась в роли Беатрис. Вместе с ней в фильме снялись Колин Фаррелл, с которым актриса подружилась во время съёмок, и Терренс Ховард. В этом триллере Рапас во второй раз сотрудничала с Оплевом: до этого он снимал её в своей «Девушке с татуировкой дракона».
В 2014 году вышла криминальная драма «Общак» с Нуми Рапас в одной из главных ролей. В 2015 году вышел триллер «Номер 44», частично основанный на истории серийного убийцы Чикатило, Рапас сыграла Раису — жену главного героя Льва Демидова (Том Харди), который занимается расследованием серии детских убийств. В драме «Общак» партнёром актрисы по съёмочной площадке также был Харди.
Рапас также сыграла в сиквеле «Прометея» — фантастическом триллере «Чужой: Завет». Двое главных актёров первой части, Рапас и Майкл Фассбендер, сыграли свои прежние роли — Элизабет Шоу и андроида Дэвида. Он стал третьим случаем сотрудничества Рапас и Скотта (после «Прометея» и «Номера 44», который Скотт продюсировал). В октябре 2013 года стало известно, что актриса сыграет семерых сестёр в научно-фантастической драме Томми Вирколы «Что случилось с Понедельник?» (в российском прокате «Тайна семи сестёр»). Изначально роли были предназначены мужчине, но после встречи режиссёра с Рапас сценарий был переписан. По словам Вирколы, он «сразу понял, что Нуми — идеальная актриса, чтобы воплотить персонажей в жизнь». Дистрибьютором фильма выступила компания Netflix, которая выпустила фильм 18 августа 2017 года. В России премьера состоялась 31 августа. Кроме того в том же 2017 году состоялись ещё две премьеры: это фэнтезийный боевик режиссёра Дэвида Эйера — «Яркость», выход в широкий прокат которого состоялся 22 декабря 2017 года и боевик режиссёра Майкла Эптеда — «Секретный агент», премьера которого в США состоялась 5 мая 2017 года, в России — 27 апреля.

## Отзывы критиков и амплуа
Рапас является драматической актрисой, что подтверждается ролями в трилогии «Миллениум», драмах «Дэйзи Бриллиант», «По ту сторону» и триллерах «Прометей», «Бэбиколл» и «Страсть». Есть среди работ Рапас и одна роль в детективе с элементами комедии («Шерлок Холмс: Игра теней»). Сама актриса говорит, что очень любит «смотреть сложные фильмы и сниматься в подобных». После выхода «Девушки с татуировкой дракона» о персонаже Нуми, Лисбет Саландер, заговорили международные кинокритики. Большинство похвалили игру Рапас, но некоторые посчитали, что актриса слишком переусердствовала, когда вживалась в роль, и вследствие этого переигрывала. Большинство всё же признали, что Нуми хорошо удалось создать образ мрачной и замкнутой девушки. Мэри Полс на сайте американского журнала Time написала, что «Лисбет может напугать даже Джейсона Борна». А Станислав Зельвенский, критик журнала Афиша, не самым лестным образом отозвался о созданном актрисой образе. Он написал, что Лисбет — «хакер, гот, аутист, жертва и враг мужчин», а затем добавил, что Лисбет «фактурна сверх всякой меры» и напоминает злобного грызуна без единой человеческой черты.
Следующей ролью, которая обратила на себя внимание, стала Симза из фильма «Шерлок Холмс: Игра теней». Персонаж приняли довольно прохладно, но по большей части критики и обозреватели остались недовольны не игрой Рапас, а плохой прописанностью героини. Иэн Нейтон из авторитетного киножурнала Empire написал, что «Нуми Рапас ничего не дала фильму» и что «она не привносит в фильм никакой романтики». Дмитрий Дабб, критик газеты Взгляд.ру, назвал Симзу худшей женской ролью в фильме: «плохо прописанную, безыдейную роль Нуми Рапас можно обосновать тем лишь, что Ричи со времён „Большого куша“ по цыганам соскучился». Авторитетный критик Роджер Эберт в своей рецензии на фильм сравнил Саландер и Симзу:

«И мы впервые встречаем гадалку по имени Мадам Симза Эрон, сыгранную Нуми Рапас, Девушкой с татуировкой дракона из оригинального фильма. Она хорошо исполняет обязанности, возложенные на неё как на Мадам Эрон, но в то же время демонстрирует, насколько блестяще была исполнена Девушка с татуировкой: Эрон блекнет в сравнении с ней.»
Оригинальный текст (англ.)"And we meet for the first time a gypsy fortune teller named Madame Simza Heron, played by Noomi Rapace, the original "Girl With the Dragon Tattoo." She capably discharges the duties required of her as Madam Heron, but demonstrates how really brilliantly conceived the Dragon Lady was. Heron is pale by comparison."
Затем последовала Элизабет Шоу в «Прометее». Этого персонажа оценили гораздо более высоко, чем Симзу, кроме того — критики посчитали, что у актрисы получилось избежать схожести с Эллен Рипли. Лидия Маслова из газеты Коммерсантъ писала, что «объединяет их только содержание и интонация финального рапорта о том, кто в итоге выжил из всего экипажа. Если Рипли во время заварухи на „Ностромо“ до последнего спасала рыжего котика, то героиня Нуми Рапас готова свою и чужую жизнь отдать за науку». Роджер Эберт, ранее положительно отзывавшийся об игре Нуми в «Шерлок Холмс: Игра теней», в этот раз тоже похвалил её и написал, что она «продолжает здесь традицию наделения персонажа невероятной женской силой, начатую ещё Сигурни Уивер в „Чужом“». Тодд МакКарти из The Hollywood Reporter тоже хорошо отозвался о её игре и отметил умелое сочетание в характере персонажа научных и религиозных мотивов.

## Личная жизнь
В 2001 году Рапас вышла замуж за шведского актёра Ола Норелля. При вступлении в брак пара решила взять фамилию Рапас, что означает «хищная птица» на французском языке. В 2003 году у них родился сын Лев, которого назвали в честь Льва Яшина. Идея назвать своего сына таким именем принадлежала мужу актрисы, и он долго выбирал между Владом и Львом. Пара прожила вместе 10 лет, а осенью 2010 года подала на развод. В 2011 году Нуми и Ола развелись.
Когда Рапас была ребёнком, она не виделась со своим отцом, Рохелио Дураном. В детстве она пыталась понять, почему он бросил их семью, и по этому поводу сказала в одном из интервью: «Это было похоже на кровоточащую рану в моем сердце, так было на протяжении всего моего детства». Она успела повидаться с ним незадолго до его смерти (он умер от рака в ноябре 2006 года). «Мне посчастливилось поговорить с ним… и тогда я почувствовала, будто заключила мир», — сказала Рапас. После этого она встретилась с двумя своими единокровными братьями, испанцами. В интервью, которое она дала в 2012 году во время съёмок фильма «Страсть», она рассказала, что один из её братьев сейчас с ней и её сыном Львом в Берлине, что он сейчас — её «нянька».
Рапас сказала в интервью 2013 года: «Когда вы много работаете, у вас нет нормального дома», имея в виду связанные со съёмками постоянные переезды, однако её постоянное место жительства — Лондон. Нуми переехала туда из-за того, что там «ценится индивидуальность, а не то, к какой нации ты себя причисляешь», но в интервью 2009 года исландскому изданию Pressan поделилась, что всегда хотела жить в Исландии. Актриса также говорит, что она не «одержима идеей отправиться в Голливуд». Рапас владеет тремя языками: английским, шведским, исландским, а также, по её словам, «немного датским, немного норвежским». При этом, являясь наполовину испанкой, она не говорит на испанском.
Единоутробная сестра Нуми (дочь Нины Норен и Храбнкеля Карлссона), Сайрун Храбнкельсдоттир Норен (исл. Særún Hrafnkelsdottir Norén), — профессиональный фотограф.

## Фильмография

### Кинематограф
| Год  | Русское название                          | Оригинальное название              | Роль                          |
| ---- | ----------------------------------------- | ---------------------------------- | ----------------------------- |
| 1988 | Тень ворона                               | Í skugga hrafnsins                 | эпизодическая роль на свадьбе |
| 1997 | Правда или смелость                       | Sanning eller konsekvens           | Надя, сестра Сабины           |
| 2003 | Капричоза                                 | Capricciosa                        | Эльвира                       |
| 2005 | Братья по крови                           | Blodsbröder                        | Вероника                      |
| 2006 | Вы и я                                    | Du & jag                           | Майа                          |
| 2007 | Дэйзи Бриллиант                           | Daisy Diamond                      | Анна                          |
| 2009 | Девушка с татуировкой дракона             | Män som hatar kvinnor              | Лисбет Саландер               |
| 2009 | Девушка, которая играла с огнём           | Flickan som lekte med elden        | Лисбет Саландер               |
| 2009 | Девушка, которая взрывала воздушные замки | Luftslottet som sprängdes          | Лисбет Саландер               |
| 2010 | По ту сторону                             | Svinalängorna                      | Леена                         |
| 2011 | Бэбиколл                                  | Babycall                           | Анна                          |
| 2011 | Шерлок Холмс: Игра теней                  | Sherlock Holmes: A Game of Shadows | Симза́                         |
| 2012 | Прометей                                  | Prometheus                         | Элизабет Шоу                  |
| 2013 | Одним меньше                              | Dead Man Down                      | Беатрис                       |
| 2013 | Страсть                                   | Passion                            | Изабель Джеймс                |
| 2014 | Общак                                     | The Drop                           | Надя                          |
| 2015 | Номер 44                                  | Child 44                           | Раиса                         |
| 2016 | Трансформация                             | Rupture                            | Рене Морган                   |
| 2017 | Чужой: Завет                              | Alien: Covenant                    | Элизабет Шоу                  |
| 2017 | Тайна 7 сестёр                            | What Happened to Monday            | Карен Сеттман                 |
| 2017 | Яркость                                   | Bright                             | Лейла                         |
| 2017 | Секретный агент                           | Unlocked                           | Элис Ресин                    |
| 2018 | Однажды в Стокгольме                      | Stockholm                          | Бианка Линд                   |
| 2019 | Близко                                    | Close                              | Сэм Карлсон                   |
| 2019 | Ангел мой                                 | Angel of Mine                      | Лиззи                         |
| 2020 | Тайны, которые мы храним                  | The Secrets We Keep                | Майя                          |
| 2021 | Агнец                                     | Lamb                               | Мария                         |
| 2021 | Поездка                                   | I onde dager                       | Лиза                          |
| 2022 | Чёрный краб                               | Svart krabba                       | Каролина Эд                   |
| 2023 | Клуб убийц                                | Assassin Club                      | Фальк, агент Вос              |
| 2025 | Мать                                      | Mother                             | Мать Тереза                   |

### Телевидение
| Год       | Русское название                | Оригинальное название     | Роль             | Примечание   |
| --------- | ------------------------------- | ------------------------- | ---------------- | ------------ |
| 1996—1997 | Три короны                      | Tre kronor                | Люсинда Гонсалес |              |
| 2002      | Большой театр                   | Stora teatern             | Фатима           | мини-сериал  |
| 2003      | Братство                        | Tusenbröder               | Hemvårdare       |              |
| 2004      | Любовь, любовь и ещё раз любовь | Älskar, älskar och älskar | Нелли            | телефильм    |
| 2005      | Луиза и Карл Михаэль            | Lovisa och Carl Michael   | Анна             | телефильм    |
| 2007—2008 | Лабиринт                        | Labyrynt                  | Ники             | 12 эпизодов  |
| 2010      | Миллениум                       | Millenium                 | Лисбет Саландер  | мини-сериал  |
| 2019-     | Джек Райан                      | Tom Clancy’s Jack Ryan    | Гарриет Бауман   | второй сезон |
| 2023      | Джанго                          | Django                    | Элизабет         |              |
| 2024      | Созвездие                       | Constellation             | Джо              |              |

### Короткометражки и клипы
| Год  | Оригинальное название               | Роль                |
| ---- | ----------------------------------- | ------------------- |
| 2001 | Röd jul                             | Женщина в ресторане |
| 2003 | En utflykt till månens baksida      | Андреа              |
| 2006 | Enhälligt beslut                    |                     |
| 2012 | The Rolling Stones: Doom and Gloom  |                     |
| 2014 | eez-eh (композиция группы Kasabian) |                     |

## Награды и номинации
Список приведён в соответствии с сайтом IMDb.
| Награды и номинации | Награды и номинации                        | Награды и номинации           | Награды и номинации                                                                                             | Награды и номинации |
| Год                 | Награда                                    | Категория                     | Работа | Результат           |
| ------------------- | ------------------------------------------ | ----------------------------- | --- | ------------------- |
| 2008                | Бодил                                      | Лучшая женская роль           | «Дэйзи Бриллиант»                                                                                               | Победа              |
| 2008                | Роберт                                     | Лучшая женская роль           | «Дэйзи Бриллиант»                                                                                               | Победа              |
| 2009                | Премия Европейской киноакадемии            | Лучшая женская роль           | «Девушка с татуировкой дракона»                                                                                 | Номинация           |
| 2010                | Золотая нимфа                              | Лучшая актриса в мини-сериале | «Миллениум» | Победа              |
| 2010                | Золотая нимфа                              | Лучшая актриса                | «Девушка с татуировкой дракона»                                                                                 | Победа              |
| 2010                | Critics' Choice Movie Awards               | Лучшая актриса                | «Девушка с татуировкой дракона»                                                                                 | Номинация           |
| 2010                | Золотой жук                                | Лучшая женская роль           | «Девушка с татуировкой дракона»                                                                                 | Победа              |
| 2010                | Премия ассоциации кинокритиков Хьюстона    | Лучшая актриса                | «Девушка с татуировкой дракона»                                                                                 | Номинация           |
| 2010                | Ассоциация кинокритиков Лас-Вегаса         | Лучшая женская роль           | «Девушка с татуировкой дракона»                                                                                 | Номинация           |
| 2010                | NYFCOA                                     | Прорыв года                   | «Девушка с татуировкой дракона»                                                                                 | Победа              |
| 2010                | Спутник                                    | Лучшая актриса — драма        | «Девушка с татуировкой дракона»                                                                                 | Победа              |
| 2010                | St. Louis Gateway Film Critics Association | Лучшая актриса                | «Девушка с татуировкой дракона»                                                                                 | Номинация           |
| 2010                | Международный кинофестиваль в Сан-Паулу    | Лучшая актриса                | «По ту сторону»                                                                                                 | Победа              |
| 2010                | Hollywood Film Festival                    | Spotlight Award               | | Победа              |
| 2011                | Премия Лондонского кружка кинокритиков     | Актриса года                  | «Девушка с татуировкой дракона»                                                                                 | Номинация           |
| 2011                | Империя                                    | Лучшая актриса                | «Девушка с татуировкой дракона»                                                                                 | Победа              |
| 2011                | BAFTA                                      | Лучшая женская роль           | «Девушка с татуировкой дракона»                                                                                 | Номинация           |
| 2011                | Сатурн                                     | Лучшая актриса                | «Девушка с татуировкой дракона»                                                                                 | Номинация           |
| 2011                | Ассоциация кинокритиков Огайо              | Прорыв киноактрисы            | «Девушка с татуировкой дракона», «Девушка, которая играла с огнём», «Девушка, которая взрывала воздушные замки» | Номинация           |
| 2011                | Золотой жук                                | Лучшая женская роль           | «По ту сторону»                                                                                                 | Номинация           |
| 2011                | Международная премия Эмми                  | Лучшая женская роль           | «Миллениум» | Номинация           |
| 2011                | Римский кинофестиваль                      | Лучшая актриса                | «Бэбиколл» | Победа              |
| 2012                | Teen Choice Awards                         | Выбор: Актриса экшн-фильма    | «Шерлок Холмс: Игра теней»                                                                                      | Номинация           |
| 2012                | Teen Choice Awards                         | Выбор: Лучший «побег» в кино  | «Прометей» | Номинация           |
| 2012                | Аманда                                     | Лучшая актриса                | «Бэбиколл» | Победа              |